# 筆洞
筆洞 （ピルトン、朝：필동）は、ソウル特別市中区にある行政洞。
なお、同名の法定洞については「筆洞 (法定洞)」を参照すること。

## 概要
筆洞は中区中部に位置している行政洞である。南は区境になっており、龍山区に接している。西は同じ区内の明洞、北は乙支路洞及び光熙洞、東は奨忠洞にそれぞれ接している。

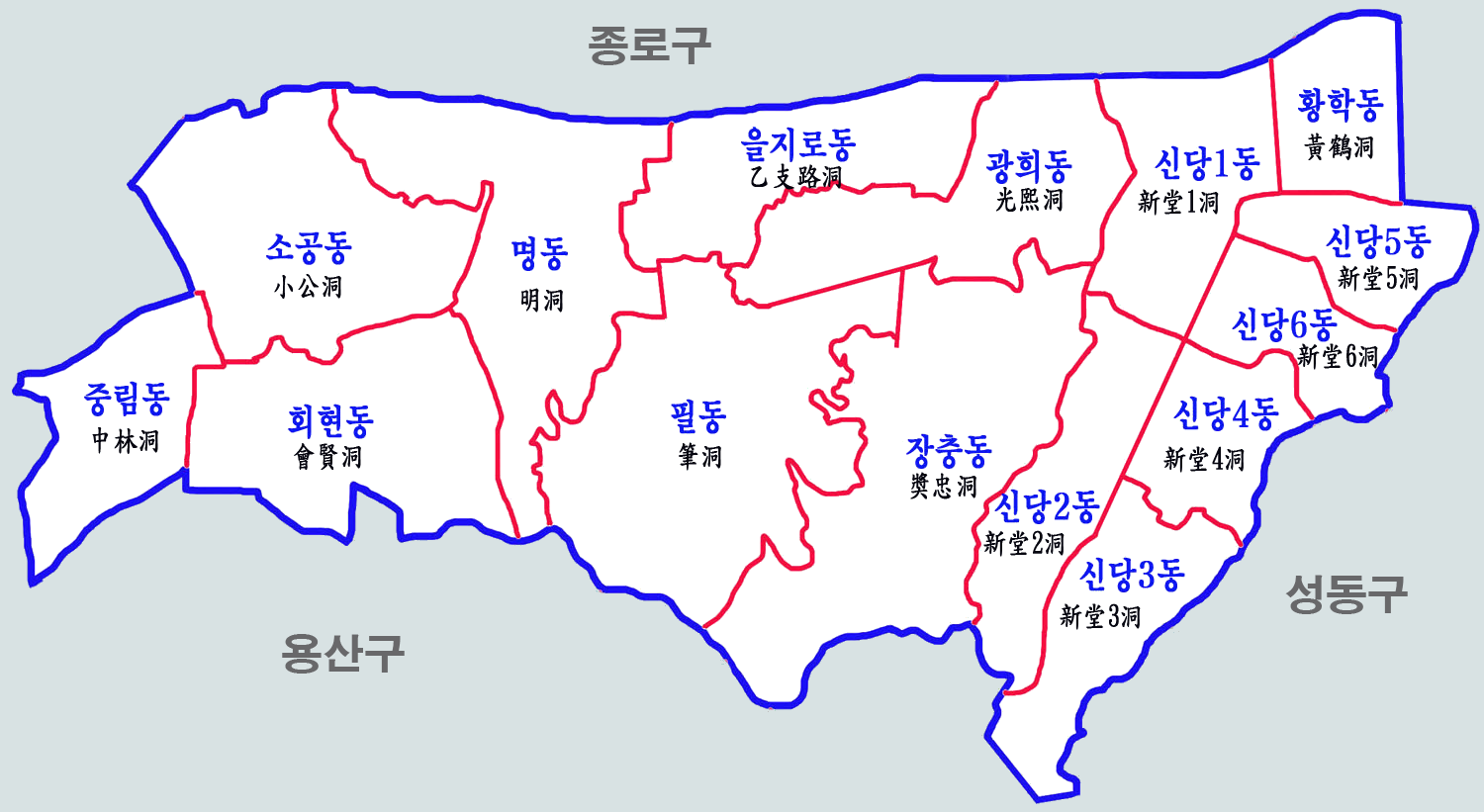
中区の行政洞

## 法定洞
管轄の法定洞は以下のとおりである。
- 忠武路4街 （チュンムロサガ、충무로4가）
- 忠武路5街 （チュンムロオガ、충무로5가）
- 墨井洞 （ムクチョンドン、묵정동）
- 筆洞1街 （ピルトンイルガ、필동1가）
- 筆洞2街 （ピルトンイガ、필동2가）
- 筆洞3街 （ピルトンサムガ、필동3가）
- 南学洞 （ナマクトン、남학동）
- 鋳字洞 （チュジャドン、주자동）
- 芸場洞 （イェジャンドン、예장동）
- 奨忠洞2街 （チャンチュンドンイガ、장충동2가）
- 忠武路3街 （チュンムロサムガ、충무로3가）

## 交通

### 鉄道
- ソウル交通公社
  -  3号線
    - 忠武路駅

  -  4号線
    - 忠武路駅